# Fischfressendes Mausohr
Das Fischfressende Mausohr (Myotis vivesi) ist eine Fledermausart aus der Familie der Glattnasen (Vespertilionidae), welche in Mexiko beheimatet ist und die einzige Vertreterin der Untergattung Pizonyx. Sie ist für ihre auf Krebstieren und Fischen basierende Ernährungsweise bekannt. Der Artname leitet sich vom Lateinischen „vivo“ (=leben) ab.

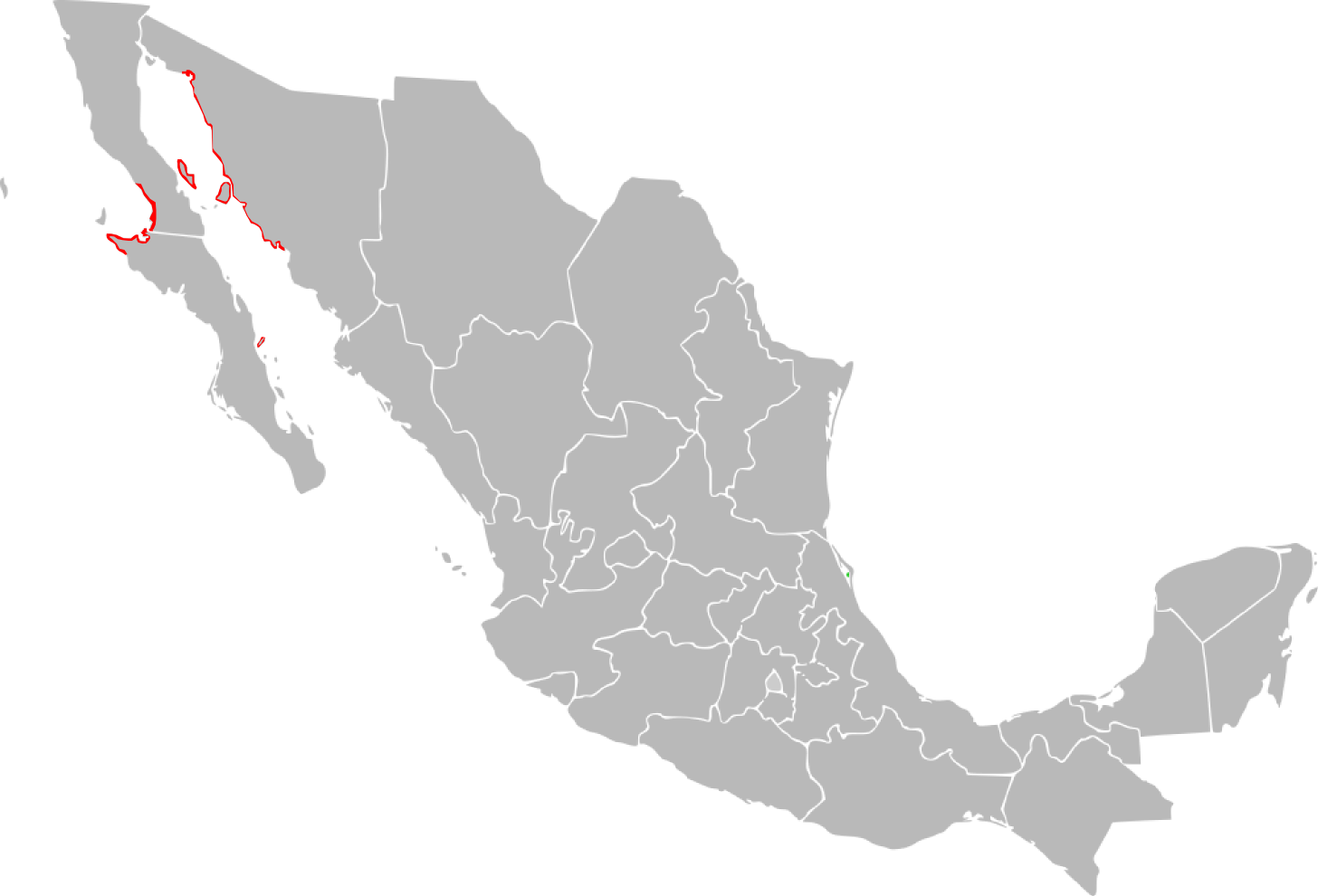
Verbreitung von Myotis vivesi

## Beschreibung
Das Fischfressende Mausohr ist mit einer Gesamtlänge von 145 mm und einer Unterarmlänge von 62 mm die größte Vertreterin der Mausohren. Ihre Erscheinung ähnelt der des eurasischen Großen Mausohrs, allerdings besitzt sie jedoch viel größere Füße von durchschnittlich 23 mm Länge. Die Füße sind damit gleich lang wie die Tibia. Sie ragen aus der Flughaut, welche erst auf der Höhe des Knies beginnt. Die Ohren ragen wenn nach vorne gelegt etwa 5 mm über die Schnauze hinaus und weisen für gewöhnlich vier Rillen auf. Das Fell ist gräulich mit einer deutlich helleren Unterseite. Die Flügel sind lang und an den Spitzen schlank, was typisch ist für Fledermäuse, die in relativ offenem Luftraum mit nur wenigen Hindernissen fliegen. Die Flügel besitzen zudem Knoten mit hämopoetischen (blutbildenden) Zellen, was einzigartig ist für Mausohren. Die roten Blutzellen von Myotis vivesi haben einen Durchmesser von 4,6 µm, eine normale Größe für Säugetiere, während die Blutzellen anderer Mausohren über 6 µm im Durchmesser sind.

## Lebensweise
Das Fischfressende Mausohr ist für seine Ernährungsweise bekannt, die hauptsächlich auf Fischen und Krebstieren basiert. Tatsächlich machen Krebstiere und nicht, wie häufig angenommen, Fische den Großteil der Nahrung aus. Die verlängerten Füße und Krallen bilden dafür das ideale Werkzeug, ähnlich wie beim Neotropischen Großen Hasenmaul (Noctilio leporinus). Füße und Schwanzflughaut werden im Flug durch die oberste Wasserschicht gezogen und die Beute damit herausgefischt. Die Echoortungsrufe des Fischfressenden Mausohrs bewegen sich zwischen 20 und 45 kHz und sind damit teilweise für den Menschen hörbar. Pro Sekunde stoßen die Tiere 10–20 Rufe aus, welche sich verdichten und höher werden, sobald sie an der Wasseroberfläche eine Beute ausmachen. Tagsüber versteckt sich das Fischfressende Mausohr in Felsspalten und Höhlen. Dieselben Spalten werden oft von der Zwergsturmschwalbe (Halocyptena microsoma) und dem Schwarzwellenläufer (Oceanodroma melania) als Nistplatz genutzt. Diese beiden Seevögel ziehen einen Nutzen aus der Assoziation mit dem Fischfressenden Mausohr, da deren Anwesenheit offenbar große Eidechsen ausschließt, die Eier erbeuten. Man geht jedoch davon aus, dass Myotis vivesi sich nur dann in denselben Spalten aufhält, wenn keine anderen geeigneten Ruheplätze vorhanden sind.
Da es auf den Inseln, auf denen das Fischfressende Mausohr vorkommt meist keine anderen Säugetiere gibt, sind Schleiereulen (Tyto alba) die wichtigsten Fressfeinde dieser Art. Andere Fressfeinde sind Vögel wie der Louisianawürger (Lanius ludovicianus), die Ringschnabelmöwe (Larus delawarensis), die Westmöwe (Larus occidentalis), der Kolkrabe (Corvus corax), der Wanderfalke (Falco peregrinus) und der Fischadler (Pandion haliaetus). Zudem werden eingeschleppte Räuber wie die Hauskatze (Felis catus) und die Wanderratte (Rattus norvegicus) zunehmend zu einem Problem.

## Fortpflanzung
Nach einer Tragezeit von 55–65 Tagen gebären die Weibchen im Mai oder der ersten Juniwoche jeweils ein einziges Jungtier. Die Neugeborenen wiegen zwischen 5,9 und 6,6 g und werden mit geschlossenen Augen geboren, welche sich jedoch bereits am dritten Tag nach der Geburt öffnen. Die ersten drei Wochen nach der Geburt hängen die Jungen an der Zitze der Mutter, werden jedoch auf Futtersuchflügen von den Weibchen in der Kinderstube zurückgelassen. Nach 50 Tagen können die Jungtiere selbständig fliegen und verlassen nachts den Hangplatz.

## Verbreitung und Lebensraum
Das Fischfressende Mausohr kommt im Küstengebiet und auf den meisten Inseln im Golf von Kalifornien (Mexiko) vor. Dort sucht die Art häufig Lücken in Felsabrutschungen auf, ist aber weiterhin in Höhlen und Felsspalten zu finden. Bei Störungen sucht sie Schutz an verschiedenen Stellen, so unter flachen Steinen oder Schildkrötenpanzern. Der Bestand wird von der IUCN wegen ihres kleinen Verbreitungsgebiets als gefährdet („vulnerable“) eingestuft. Die Populationen sind rückläufig und bestehen wahrscheinlich aus maximal 15.000 Individuen.